# Hudson Super Eight
La Super Eight è un'autovettura prodotta dalla Hudson dal 1946 al 1950.

## Storia
Il modello aveva installato un motore a otto cilindri in linea e valvole laterali da 4.162 cm³ di cilindrata avente un alesaggio di 76,2 mm e una corsa di 114,3 mm, che erogava 128 CV di potenza. La frizione era monodisco a umido, mentre il cambio era a tre rapporti. La trazione era posteriore. I freni erano idraulici sulle quattro ruote e le sospensioni erano indipendenti.
Il telaio aveva un passo, 3.073 mm. Le carrozzerie disponibili erano due, berlina quattro porte e sei posti, e coupé due porte. Nel 1948 la vettura fu sottoposta a un facelift. Nell'occasione, il passo fu ridotto a 3.150 mm e vennero introdotti i passaruota posteriori.
Il modello fu sostituito dalla Commodore Custom Eight nel 1951.